# 花园镇 (郯城县)
花园镇，原为花园乡，是中华人民共和国山東省临沂市郯城县下辖的一个乡镇级行政单位。2020年8月，撤乡设镇，现区划代码为371322113。

## 行政区划
花园镇下辖以下地区：
张哨村、花园村、田哨村、捷庄后村、宋窑村、颜庄村、西于庄村、捷庄一村、南涝沟北村、南涝沟南村、刘湖村、冯庄村、新马庄村、北涝沟村、南官庄村、冷庙村、大埠子南村、大埠子北村、俩墩村、广亮集村、冷村、前捷村、大宋村、秦园村、徐庄村、狼湖村、丁何荒村、沟崖村和李村。